# Генеральная магнитная съёмка
Генеральная магнитная съёмка - систематическое измерение угловых и силовых элементов земного магнетизма. В 90-х годах XIX века магнитологи европейских стран договорились о том, чтобы начать сухопутные магнитные съёмки, в дальнейшим получившие названия "генеральные магнитные съёмки".

## Магнитные съёмки в мире
Во Франции измерения проводились с 1882-1885 года с шагом в 20-30 километров. В Англии измерения проводились с 1889-1892 года с шагом в 30-40 километров, в Германии с 1893-1896 года. Рекордной по детальности генеральная магнитная съёмка была в Голландии с 1890-1892 г. г. с плотностью наблюдений 1 пункт на 100 квадратных метров. Первые генеральные магнитные съёмки в Южном полушарии появились в начале XX века. В 1901 году начались систематические магнитные измерения в Британской Индии, Голландской Индии.

## Магнитные съёмки в России и СССР
В России проект генеральной магнитной съёмки был разработан в 1893 году и предусматривал измерения угловых и силовых элементов земного магнетизма в 2700 пунктах (1 пункт на 2000 квадратных километров). По ряду причин съёмки проводились только в Херсонской и Таврической губерний (200 пунктов). Реализация проекта возобновилась в 1910 году. За последующие семь лет наблюдениями были охвачены Петербургская, Новгородская, Псковская и Подольская губернии (664 пункта с шагом 20 километров). Были проведены маршрутные съемки вдоль берегов северо-европейских и сибирских рек. В 1925 году на первом геофизическом съезде в Москве было принято постановление о продолжении генеральных магнитных съёмок по всей территории страны. Оперативное руководство работами возлагалось на Бюро Генеральной магнитной съёмки, которое возглавил магнитолог Николай Владимирович Розе. В 1930 году  в съёмках принимал участие Острекин М. Е. К 1940 году число экспедиций достигло 357, а число пунктов наблюдения до 21690. Систематическим наблюдениям были охвачены все районы СССР, включая Закавказье, Среднюю Азию, Казахстан, Дальний Восток.